# Gianluca Farina
Gianluca Farina (Casalmaggiore, 15 de diciembre de 1962) es un deportista italiano que compitió en remo.
Participó en dos Juegos Olímpicos de Verano, obteniendo dos medallas, oro en Seúl 1988 y bronce en Barcelona 1992, en la prueba de cuatro scull.
Ganó cuatro medallas en el Campeonato Mundial de Remo entre los años 1989 y 1993.

## Palmarés internacional
| Juegos Olímpicos   | Juegos Olímpicos         | Juegos Olímpicos  | Juegos Olímpicos |
| Año                | Lugar                    | Medalla           | Prueba           |
| ------------------ | ------------------------ | ----------------- | ---------------- |
| 1988               | Seúl (Corea del Sur)     | Medalla de oro    | Cuatro scull     |
| 1992               | Barcelona (España)       | Medalla de bronce | Cuatro scull     |
| Campeonato Mundial |                          |                   |                  |
| Año                | Lugar                    | Medalla           | Prueba           |
| 1989               | Bled (Yugoslavia)        | Medalla de plata  | Cuatro scull     |
| 1990               | Tasmania (Australia)     | Medalla de bronce | Cuatro scull     |
| 1991               | Viena (Austria)          | Medalla de plata  | Cuatro scull     |
| 1993               | Račice (República Checa) | Medalla de bronce | Cuatro scull     |